# Пчелиный яд

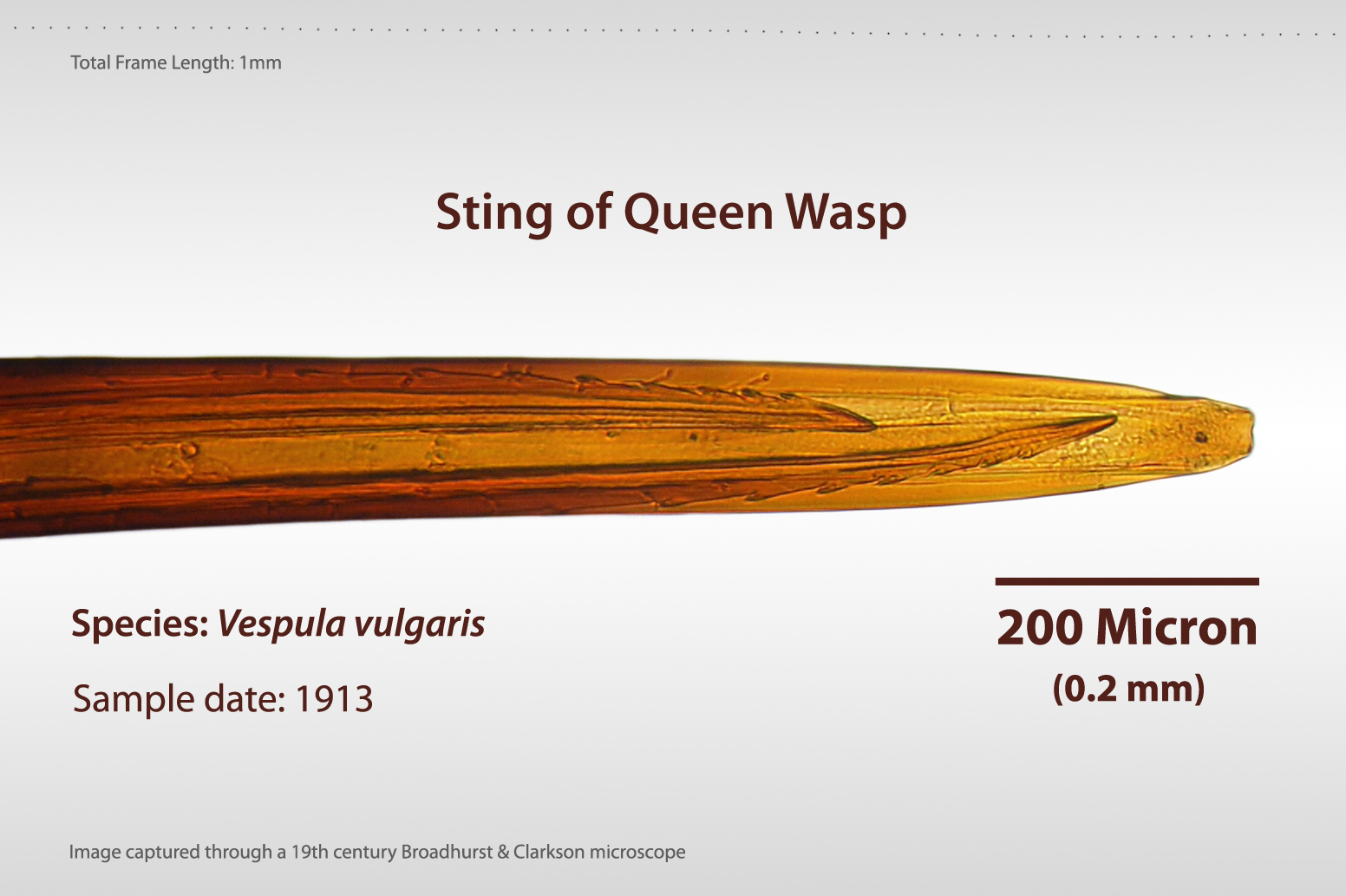
Жало.

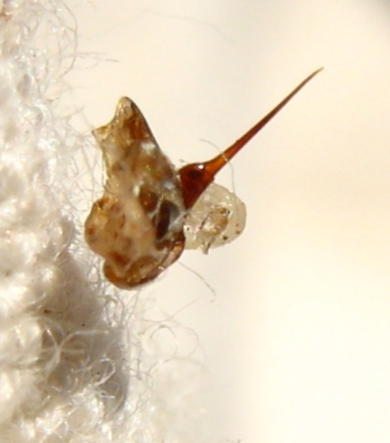
Жало вместе с оторвавшейся частью ядовитого аппарата пчелы

Пчелиный яд (апитоксин) — продукт секреторной деятельности желез рабочих особей медоносной пчелы. Представляет собой прозрачную, слегка желтоватую жидкость, горькую и жгучую на вкус, со своеобразным резким ароматическим запахом.
Плотность 1,1313 г/мл, pH водного его раствора 4,5—5,5. Яд содержит около 40 % сухого остатка и на воздухе быстро высыхает. Но, несмотря на это, токсические свойства его сохраняются в течение долгого времени. Способен оказывать благотворное влияние на различные заболевания, в связи с чем применяется с медицинскими целями (см. апитерапия и апитоксинотерапия).

## Химический состав и механизм действия
Биологически активные вещества, входящие в состав пчелиного яда, принято делить на несколько групп. Первая из них — это белки с ферментативными свойствами, среди которых наибольшее патогенетическое значение имеют фосфолипаза A2 (содержание в яде 10—14 %) , гиалуронидаза (1—3 %) и кислая фосфатаза.
Следующую группу составляют токсические полипептиды: мелитин (основной компонент пчелиного яда (содержание около 50 %)), апамин, MCD-пептид, тертиапин, секапин. В качестве минорных компонентов присутствуют гистаминсодержащие пента- и тетрапептиды. например прокамин.
Третья группа включает биогенные амины — гистамин и, в незначительных количествах, дофамин и норадреналин. Сравнительно недавно в пчелином яде были описаны α-глюкозидаза, фосфомоноэстераза, р-галактозидаза и некоторые другие ферменты. Однако следует учитывать, что ферментный состав яда существенно зависит от способа его получения — электростимуляцией или экстракцией из ядовитых пузырьков. В последнем случае могут быть загрязнения.
Химический состав яда изменяется с возрастом пчелы. Так наибольшее количество мелиттина секретируется на 10-й день, а гистамина — на 35—40-й день.
Отравление может протекать в виде интоксикаций, вызванных множественными ужалениями пчел, а также носить аллергический характер. Аллергические реакции на пчелиный яд наблюдаются у 0,5—2 % людей. У чувствительных индивидуумов резкая реакция вплоть до анафилактического шока может развиться в ответ на одно ужаление.
В случае развития тяжелых аллергических состояний применяется противошоковая терапия квалифицированным медицинским персоналом. Множественные ужаления пчелами наблюдаются, как правило, вблизи ульев, когда по тем или иным причинам провоцируется инстинкт защиты гнезда. Не последнюю роль могут играть резкие запахи (духи, алкоголь, бензин и т. д.), привлекающие внимание пчел.

## Изучение и использование
Пчелиный яд имеет давнюю историю изучения:274 и в настоящее время является одним из наиболее изученных ядов животных:304. Россия имеет приоритет изучения физиологической активности пчелиного яда, первая посвящённая этому работа появилась в 1939 году (проф. Н. М. Артемова):658.
В России для стандартизации пчелиного яда пользуются Фармакопейной статьей ФС 42-2683-96 «Яд пчелиный».
Лечение пчелиным ядом — апитоксинотерапия — является ключевым методом апитерапии.
В настоящее время выпускаются лекарственные препараты на основе пчелиного яда: апифор, апикозан, апизартрон, форапин, вирапин и др.:668

## Клиническая картина
Клиническая картина зависит от количества ужалений, их локализации, функционального состояния организма. Как правило, на первый план выступают местные симптомы: резкая боль, отёки. Последние особенно опасны при поражении слизистых оболочек рта и дыхательных путей, так как могут привести к асфиксии. При попадании массивных доз яда в организм наблюдаются поражения внутренних органов, особенно почек, участвующих в выведении яда и токсических метаболитов из организма. В литературе описаны случаи, когда для восстановления функции почек приходилось применять неоднократный гемодиализ. Первая помощь сводится к удалению жала из кожных покровов; рекомендуется промыть поражённый участок кожи раствором этилового или нашатырного спирта. Хороший эффект дают противогистаминные препараты, однако в тяжёлых случаях необходимо обращаться за медицинской помощью.
Укус (ужаление) пчелы вызывает покраснение и отёк, который проходит через 2—3 дня, а чаще через несколько часов. При лечебном использовании пчелиных укусов жало не вынимают в течение часа (жало пчелы при укусе застревает в коже человека и отрывается вместе с жалящим аппаратом, из которого ещё какое-то время поступает яд; пчела при этом погибает).
Пчелиный яд повышает количество гемоглобина, снижает вязкость и свёртываемость крови, уменьшает количество холестерина в крови, повышает диурез, расширяет сосуды, увеличивает приток крови к больному органу, снимает боль, повышает общий тонус, работоспособность, улучшает сон и аппетит. Яд способствует повышению общей резистентности организма к общеорганизменным патологическим процессам:10.9. Радиопротекторные свойства яда были впервые установлены в СССР.
Существует ряд противопоказаний к применению пчелиных ужалений (заболевания почек, туберкулёз и др.).
Аллергические реакции на пчелиный яд наблюдаются у 0,5—2 % людей:306.

## Ядовитый аппарат пчелы
Состоит из сложноустроенного жала, а также кислой и щелочной желёз. Как и у всех перепончатокрылых, ядовитые железы пчёл являются гомологами придаточных желез женского полового аппарата. В пределах надсемейства Apoidea соотношение размеров обеих желез может быть различным.
Считается, что эффект ужаления обусловлен поступлением в рану смеси секретов обеих желез. Вместе с ядом пчела вводит в жертву смесь изоамилацетата, изоамилпропионата и изоамилбутирата, являющихся аттрактантами и привлекающими к данному объекту других пчёл.